# ジャニーヌ・ヤンセン
ジャニーヌ・ヤンセン（オランダ語: Janine Jansen、1978年1月7日 - ）は、オランダのヴァイオリニスト。

## 経歴
1978年、オランダ・ユトレヒト州ススト（Soest）で生まれた。6歳からヴァイオリンをはじめ、ユトレヒト音楽院で学んだ。これまでにヴァイオリンをコーシェ・ヴェイゼンベーク、フィリップ・ヒルシュホーン、ボリス・ベルキンに師事した。
14歳でオランダ放送交響楽団と共演してデビュー。2003年にはデッカと専属録音契約を結んだ。ロイヤル・コンセルトヘボウ管弦楽団、ベルリン・フィルハーモニー管弦楽団、ロンドン交響楽団、フィルハーモニア管弦楽団、ニューヨーク・フィルハーモニック、フィラデルフィア管弦楽団、パリ管弦楽団など世界の主要オーケストラと共演を重ねている。
2000年4月にヴァレリー・ゲルギエフ指揮ロッテルダム・フィルハーモニー管弦楽団の日本ツアーにソリストとして参加し初来日。以後、ミッコ・フランク指揮ベルギー国立管弦楽団（2004年7月）、ロジャー・ノリントン指揮シュトゥットガルト放送交響楽団（2008年1-2月）、パーヴォ・ヤルヴィ指揮ドイツ・カンマーフィルハーモニー・ブレーメン（2010年11月）、シャルル・デュトワ指揮ボストン交響楽団（2014年5月）、サイモン・ラトル指揮ロンドン交響楽団（2018年9月）の各日本公演に帯同している。日本のオーケストラではNHK交響楽団と2005年1月（ウラディーミル・アシュケナージ指揮）、2009年4月（エド・デ・ワールト指揮）、2012年11月（エド・デ・ワールト指揮）、2016年2月（パーヴォ・ヤルヴィ指揮）に共演し、2017年2～3月の同団の欧州ツアー（パーヴォ・ヤルヴィ指揮）にもソリストとして帯同した。また2007年7月には読売日本交響楽団と共演予定であったが、自身の急病により来日はキャンセルされた。この他、2012年11月には日本での初めてのリサイタルを開催し、11月29日にはタワーレコード渋谷店でミニ・コンサートとサイン会も行った。
ソロ活動のほかに室内楽にも積極的に取り組んでおり、2003年ユトレヒトに国際室内楽フェスティバルを創設し、音楽監督を務めている。また1998年からスペクトラム・コンサーツ・ベルリンのメンバーとしても活躍している。

## 受賞・栄典
- 2003年：オランダ音楽賞を受賞。
- エディソン・クラシック聴衆賞
- エコー賞
- ドイツ・レコード批評家賞
- NDR音楽賞

## 楽器
エリーゼ・マティルデド基金から貸与されている1727年製ストラディヴァリウス「Barrere（バレール）」

## ディスコグラフィー

### CD
- ツィガーヌ～ジャニーヌ・ヤンセン デビュー!（2004年6月、Decca、UCCD-1116）
- ヴィヴァルディ：ヴァイオリン協奏曲集「四季」（2005年1月、Decca、UCCD-1132）
- メンデルスゾーン：ヴァイオリン協奏曲、ブルッフ：ヴィオラと管弦楽のためのロマンス、ヴァイオリン協奏曲第1番（2006年12月、Decca、UCCD-1178）
- J.S.バッハ：無伴奏ヴァイオリンのためのパルティータ第2番、インヴェンションとシンフォニア（2007年10月、Decca、UCCD-1195）
- ショスタコーヴィチ：ピアノ三重奏曲第1番、2つのヴァイオリンとピアノのための「5つの小品」、ピアノ五重奏曲（2007年10月、Onyx、ONYX-4026）
- チャイコフスキー：ヴァイオリン協奏曲、なつかしい土地の思い出（2008年10月録音、Decca、UCCD-1222）
- ベートーヴェン：ヴァイオリン協奏曲、ブリテン：ヴァイオリン協奏曲（2009年11月、Decca、UCCD-1253）
- 美しい夕暮れ〜フランス・ヴァイオリン作品集（2010年10月、Decca、UCCD-1274）
- プロコフィエフ：ヴァイオリン協奏曲第2番、2つのヴァイオリンのためのソナタ、ヴァイオリン・ソナタ第1番（2012年11月、Decca、UCCD-1361）
- シェーンベルク：浄夜、シューベルト：弦楽五重奏曲（2012年11月、Decca、UCCD-1362）
- バッハ：ヴァイオリン協奏曲集（2014年1月、Decca、UCCD-1391）
- ブラームス：ヴァイオリン協奏曲、バルトーク：ヴァイオリン協奏曲第1番（2016年1月、Decca、UCCD-1424）
- ミシェル・ファン・デル・アー：ヴァイオリン協奏曲（2016年4月、Disquiet Media、DQM05）
- メシアン：世の終わりのための四重奏曲（2018年5月、Sony Classical、SICC-30482）
- 12のストラディヴァリウス（2021年9月、Decca、UCCD-45001）
- シベリウス：ヴァイオリン協奏曲、プロコフィエフ：ヴァイオリン協奏曲第1番（2024年6月、Decca、UCCD-45028）

### DVD/Bru-ray
- ヴァルトビューネ2006「オリエンタル・ナイト」（2007年6月、Euroarts、2055318）
- ドキュメンタリー「ジャニーヌ・ヤンセン/ストラディヴァリウスに魅せられて～12の伝説のヴァイオリン」（2022年5月、King International、KKC9739）